# Compendium
Un compendium est un abrégé ou un condensé le plus exhaustif possible d'un corpus de connaissances.
Dans la plupart des cas, le compendium concerne un domaine de la connaissance limité et spécifié (par exemple : un compendium de logique, de philosophie, d'hydrologie...). Parfois le compendium représente le résumé d'un travail plus global.
Le Compendium est aussi le nom donné à la voie antique qui reliait Lyon et Vienne, un itinéraire plus court que celui de la Narbonnaise.

## Origine et dérivés
Le terme « compendium » tire son origine du latin compendium ou compenso (peser ensemble, équilibrer). Il signifie primitivement « l'argent qu'on amasse », puis « profit », par la suite une « économie de temps », un « raccourci » et finalement un « abrégé », un « résumé », « un condensé ».
Ce mot latin a donné en français les termes « compendieux » et « compendieusement ». Il a donné aussi des noms de ville, par exemple Compiègne, au sens de « raccourci », sous-entendu « à travers la forêt ».
L'usage du mot s'est accru et élargi au XXIe siècle.